# 혜성초등학교
혜성초등학교는 충청남도 당진시에 있는 공립 초등학교이다.

## 학교 연혁
- 2025년 3월 1일 : 개교